# Равдангийн Болд
Равдангийн Болд (монг. Равдангийн Болд; р. 1955, Улан-Батор) — монгольский государственный деятель, в 2007—2012 — начальник Главного разведывательного управления Монголии.

## Биография
Отец — С. Равдан, видный монгольский военачальник, генерал-полковник, работавший начальником Политуправления армии, исполняющим обязанности министра иностранных дел, начальником Управления гражданской обороны при Совете Министров МНР.  
Р. Болд окончил Высшее объединенное военное училище имени Д. Сухбаатара, советскую Военно-дипломатическую школу. По специальности политработник, дипломат. Имеет учёную степень доктора исторических наук.
В 1977—1997 годах служил в Вооружённых силах, в Министерстве обороны, в МИДе, в разведуправлении Вооруженных сил, в Институте стратегических исследований Минобороны Монголии. В 1993 году присвоено звание полковника.
В 1997—2003 годах — секретарь Совета национальной безопасности Монголии. В 2003—2007 годах — посол Монголии в США, в 2007—2012 годах — начальник Главного управления разведки Монголии, с 2012 по 2016 год — посол Монголии в Австралии, с 2017 года посол Монголии в Турции.